# Mékrou
El Mékrou és un riu d'Àfrica, afluent del riu Níger. el nord de Benín d'uns 410 km de llargada.

## Geografia
El Mékrou neix a Benín, al sud-est de Natitingou, al departament d'Atakora. Flueix pel departament d'Alibori cap al nord-est. Després forma la frontera entre Benín i Burkina Faso i finalment amb el Níger, on desemboca al riu Níger. Discorre per l'interior del Parc nacional de la W.
El curs del riu es caracteritza per canvis freqüents de direcció. El Mékrou travessa un paisatge càrstic i, finalment, té una amplada mitjana de 25 metres. La seva conca hidrogràfica és de 10.500 km². El cabal mitjà és d'aproximadament 920 milions de m³/any.

## Règim hidrològic
Cabal mitjà mensual del Mékrou mesurat a l'estació hidrològica de Barou en m³/s.